# Cervières, Hautes-Alpes

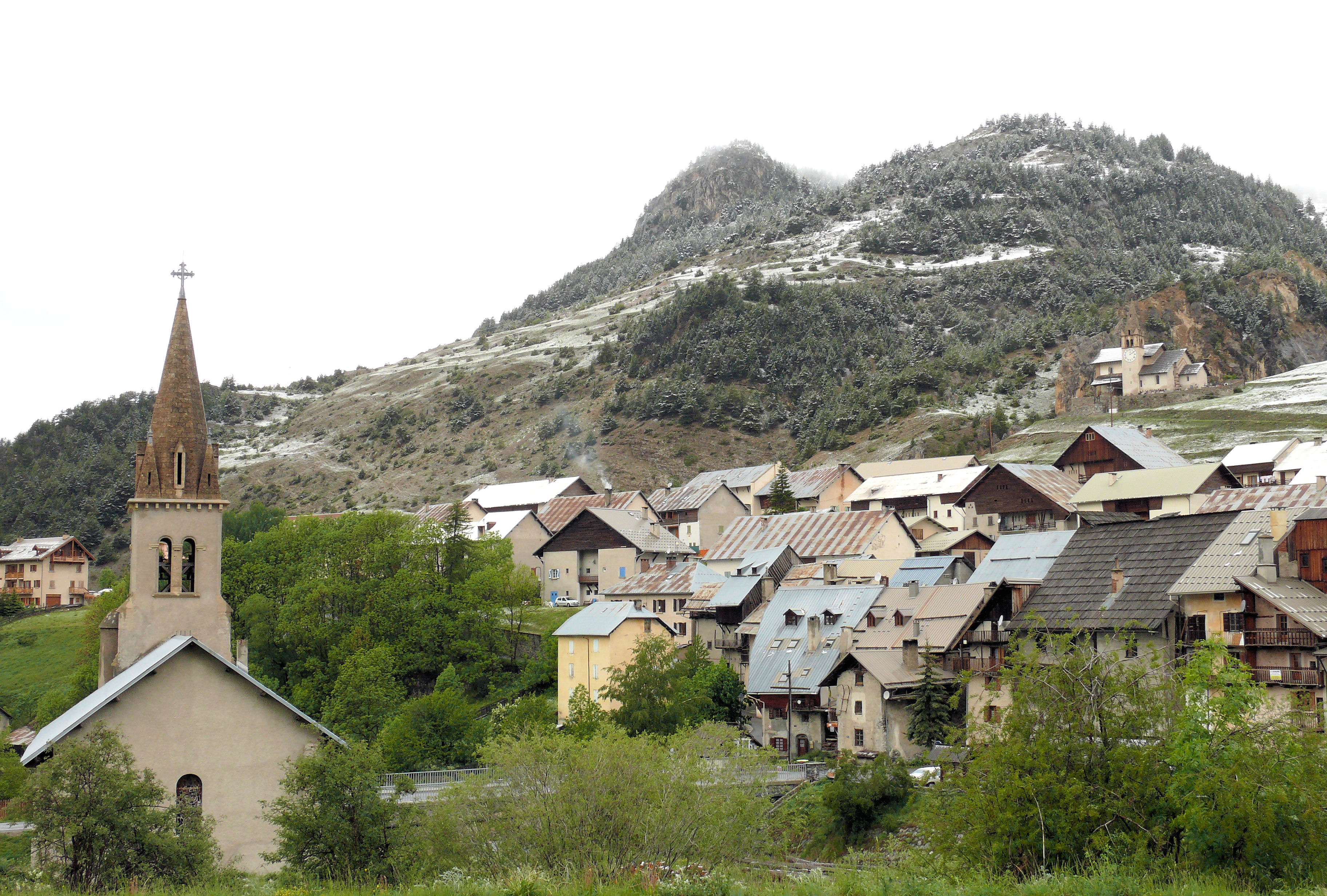

Cervières är en kommun i departementet Hautes-Alpes i regionen Provence-Alpes-Côte d'Azur i sydöstra Frankrike. Kommunen ligger  i kantonen Briançon-Sud som ligger i arrondissementet Briançon. År 2022 hade Cervières 189 invånare.

## Befolkningsutveckling
Antalet invånare i kommunen Cervières
Referens:INSEE